# Antíoco IV Epífanes
Antíoco IV Epífanes (en griego antiguo: Αντίοχος Επιφανής (‘dios manifestado’) 215 a. C.-163 a. C.) fue rey de Siria de la dinastía seléucida desde c. 175 a. C.-164 a. C. 

## Biografía

### Subida al poder
Era hijo de Antíoco III Megas y hermano de Seleuco IV Filopátor. Originalmente fue llamado Mitrídates, pero adoptó el nombre de Antíoco tras su ascensión al trono (o quizás tras la muerte de su hermano mayor, también Antíoco).
Subió al trono tras la muerte de su hermano Seleuco IV Filopátor que gobernó durante poco tiempo antes que él, hasta que su tesorero, Heliodoro, le mató por ambición. Había vivido en Roma según los términos de la paz de Apamea (188 a. C.), pero acababa de ser intercambiado por el hijo y heredero legítimo de Seleuco IV, el futuro Demetrio I Sóter. Antíoco se aprovechó de la situación, y junto con su otro hermano Antíoco, se proclamó rey con el apoyo de Eumenes II de Pérgamo y el hermano de este, Átalo I. Su hermano Antíoco sería asesinado pocos años después.

### Sexta Guerra siria
Por su enfrentamiento con Ptolomeo VI, que reclamaba Celesiria, atacó e invadió Egipto, conquistando casi todo el país, con la salvedad de la capital, Alejandría. Llegó a capturar al rey, pero para no alarmar a Roma, decidió reponerlo en el trono, aunque como su marioneta. Sin embargo, los alejandrinos habían elegido al hermano de este, Ptolomeo VIII Evergetes como rey, y tras su marcha decidieron reinar conjuntamente. Esto le obligó a volver a invadir el país, y así en el 168 a. C. conquistó Chipre con su flota. Cerca de Alejandría se encontró con el cónsul romano Cayo Popilio Lenas, que le instó a abandonar Egipto y Chipre. Cuando Antíoco replicó que debía consultarlo con su consejo, Popilio trazó un círculo en la arena rodeándole y le dijo: «píensalo aquí». Viendo que abandonar el círculo sin haber ordenado la retirada era un desafío a Roma decidió ceder con el fin de evitar una guerra.

### Revuelta en Judea
En Judea surgió el rumor de que Antíoco IV murió en Egipto, por lo que los judíos tradicionalistas organizaron una revuelta y masacraron a los helenizados, además de deponer al sumo sacerdote Menelao; esta revuelta comenzó, según el historiador griego Diodoro Sículo, debido a que Antíoco "sacrificó un gran cerdo a la imagen de Moisés y al altar de Dios que estaba en el atrio exterior, y los roció con la sangre del sacrificio. También ordenó que se guardaran los libros con los cuales se les enseñó a odiar a todas las demás naciones, debían ser rociados con el caldo hecho de carne de cerdo. Y apagó la lámpara (llamada por ellos inmortal) que arde continuamente en el templo. Por último, obligó al sumo sacerdote y a los demás judíos a comer carne de cerdo." Al enterarse de la revuelta, Antíoco organizó una expedición contra Jerusalén, restaurando a Menelao y protegiendo a los judíos helenizados. Este suceso no hizo más que acrecentar el anti-judaísmo de Antíoco, ya que mientras Alejandro Magno vio en Yavé al «Zeus judío», Antíoco veía en él a Seth-Tifón, es decir, el «Anti-Zeus»; siendo el judaísmo, al menos el tradicionalista o no helenizado, un culto demoníaco cuyo propósito era destruir el culto a los Dioses y sumir a la Humanidad en la oscuridad, por lo que intentó destruirlo y reconvertir el templo de Jerusalén en un centro de culto a Zeus. Pero el sacerdote judío Matatías y sus dos hijos llamados Macabeos consiguieron levantar a la población en su contra y lo expulsaron. La fiesta judía de Janucá conmemora este hecho.

### Final

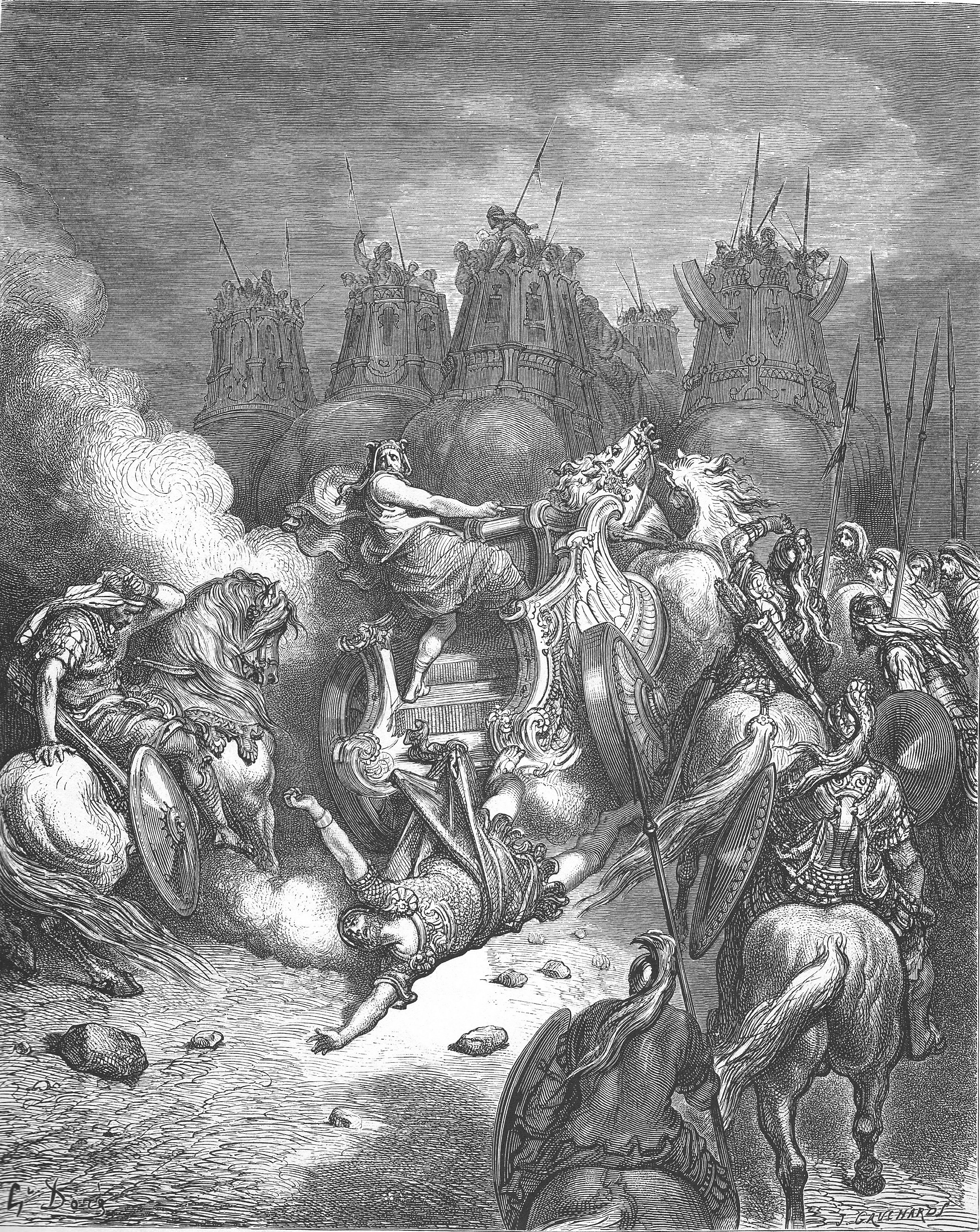
El castigo de Antíoco de Gustavo Doré.

En el año 166 a. C. organizó unos juegos deportivos en Dafne, un suburbio de Antioquía, en los que fue especialmente majestuoso el desfile inicial. Posteriormente emprendió una campaña contra el Imperio parto y en 164 o 163 a. C. le sobrevino la muerte, en una ciudad llamada Tabas o Gabas, causada por una enfermedad. Le sucedió su hijo Antíoco V Eupátor.
Su reinado fue la última época de fuerza y esplendor para el Imperio seléucida, que tras su muerte, comenzó un progresivo declive.